# Каннский кинофестиваль 1947
2-й Каннский кинофестиваль 1947 года прошёл с 12 по 20 сентября в Каннах (Франция). В 1947 году было начато строительство фестивального дворца (первый же обрушившийся на здание шторм снёс с него крышу). В 1948-м и 1950-м годах из-за проблем с финансами фестиваль был отменён.

## Жюри
В состав жюри вошли исключительно французы
- Жорж Юисман (историк) (президент)
- Раймон Бордери
- Жорж Карьер
- Шосон
- Жозеф Дотти
- Эскут, представитель города Канны
- Жан Гремийон
- Морис Ий
- Робер Юбер
- Александр Каменка
- Жан Минёр
- Анри Море
- Жан Нери
- Морис Перисе
- Жорж Ражюи
- Рене Жан
- Жорж Роллен
- Режис Рубен
- Марк-Жильбер Совайон
- Сегалон
- Рене Сильвиано

## Участники фестиваля
| Название                       | Оригинальное название            | Режиссёр                 | Страна         |
| ------------------------------ | -------------------------------- | ------------------------ | -------------- |
| Антуан и Антуанетта            | Antoine et Antoinette            | Жак Беккер               | Франция        |
| Бумеранг!                      | Boomerang!                       | Элиа Казан               | США            |
| Перекрёстный огонь             | Crossfire                        | Эдвард Дмитрик           | США            |
| Дамбо                          | Dumbo                            | Бен Шарпстин Уолт Дисней | США            |
| Преступление Джованни Эпископо | Il delitto di Giovanni Episcopo  | Альберто Латтуада        | Италия         |
| Плющ                           | Ivy                              | Сэм Вуд                  | США            |
| Песня Долорес                  | La copla de la Dolores           | Бенито Перохо            | Испания        |
| Капитанская дочка              | La figlia del capitano           | Марио Камерини           | Италия         |
| Кошка                          | La gata                          | Марио Соффичи            | Аргентина      |
| Любовники моста Сен-Жан        | Les Amants du pont Saint-Jean    | Анри Декуэн              | Франция        |
| Последний шанс                 | Les jeux sont faits              | Жан Деланнуа             | Франция        |
| Проклятые                      | Les Maudits                      | Рене Клеман              | Франция        |
| Маруф-сапожник из Каира        | Marouf Savetier du Caire         | Жан Моран                | Марокко        |
| Сам себе палач                 | Mine Own Executioner             | Энтони Кимминс           | Великобритания |
| Париж 1900                     | Paris 1900                       | Николе Ведрес            | Франция        |
| Одержимая                      | Possessed                        | Кёртис Бернхардт         | США            |
| Корабль в Индию                | Skeep till India land            | Ингмар Бергман           | Швеция         |
| Затерянные во мраке            | Sperduti nel buio                | Камилло Мастрочинке      | Италия         |
| Учительница                    | A Tanítónő                       | Мартон Келети            | Венгрия        |
| Погоня                         | The Chase                        | Артур Рипли              | США            |
| История Джолсона               | The Jolson Story                 | Альфред Эдвард Грин      | США            |
| Странная любовь Марты Айверс   | The Strange Love of Martha Ivers | Льюис Майлстоун          | США            |
| Две женщины                    | Två kvinnor                      | Арнольд Сьостранд        | Швеция         |
| Безумства Зигфелда             | Ziegfeld Follies                 | Винсент Миннелли         | США            |

 Гран-при фестиваля

## Короткометражные фильмы
- Aux portes du monde saharien, режиссёр Робер Верне
- Bianchi pascoli, режиссёр Лучано Эммер
- Cacciatori Sottomarini, режиссёр Аллиата
- Caravane Boréale, режиссёр Хью Уоллес
- De Stichter, режиссёр Чарльз Декукелер
- Escale Au Soleil, режиссёр Анри Вернёй
- Inondations en Pologne, режиссёр Ежи Боссак и Вацлав Казьмерчак
- L'Ile Aux Morts, режиссёр Норман МакЛарен
- L'Oeuvre Biologique de Pasteur, режиссёр Жан Паинлеве
- La Petite République, режиссёр Виктор Викас
- Les Danseurs D'Echternach, режиссёр Иви Фридрих
- New Faces Come Back, режиссёр Ричард Дэвис
- Rhapsodie de Saturne, режиссёр Жан Имаж
- Risveglio di Primavera, режиссёр Пьетро Франчиши
- Symphonie Berbère, режиссёр Андре Звобода
- Tea For Teacher, режиссёр У. М. Ларкинс

## Награды
- Лучшая музыкальная комедия: Безумства Зигфилда
- Лучший анимационный фильм: Дамбо
- Лучший психологический фильм о любви: Антуан и Антуанетта
- Лучший фильм на социальную тему: Перекрёстный огонь
- Лучший приключенческий фильм или детектив: Проклятые